# Lodewijk van den Berg
Lodewijk van den Berg (ur. 24 marca 1932 w Sluiskil, zm. 16 października 2022) – amerykańsko-holenderski fizyk i astronauta – specjalista misji STS-51-B. Był pierwszym astronautą urodzonym w Holandii, ale, z uwagi na zrzeczenie się obywatelstwa holenderskiego przed lotem, w Holandii nie jest uznawany za astronautę holenderskiego.

## Życiorys
W 1961 uzyskał tytuł magistra inżynierii chemicznej na Uniwersytecie Technicznym w Delfcie. Drugi tytuł magistra, nauki stosowane, uzyskał w 1972 na University of Delaware. Trzy lata później doktoryzował się na tej samej uczelni, na tym samym kierunku. W tym samym roku uzyskał amerykańskie obywatelstwo. Pracował jako inżynier w EG&G Corporation.
W trakcie misji zajmował się eksperymentem Vapor Crystal Growth System (VCGS).
Był żonaty, miał dwójkę dzieci. Mieszkał na Florydzie. Pracował jako główny naukowiec w Constellation Technology Corporation.
Stowarzyszenie Uczestników Lotów Kosmicznych (Association of Space Explorers) przyznało mu Universal Astronaut Insignia za lot orbitalny (nr 167).

## Wykaz lotów
| Lp.                                                        | Data startu      | Statek kosmiczny    | Data lądowania | Funkcja           | Czas trwania             |
| ---------------------------------------------------------- | ---------------- | ------------------- | -------------- | ----------------- | ------------------------ |
| 1                                                          | 29 kwietnia 1985 | STS-51-B Challenger | 6 maja 1985    | Specjalista misji | 7 dni 1 godzina 18 minut |
| Łączny czas spędzony w kosmosie – 7 dni 1 godzina 18 minut |                  |                     |                |                   |                          |